# 竹叶蕨
竹叶蕨（学名：Taenitis blechnoides），为陵齿蕨科竹叶蕨属下的一个植物种。